# Takitumu (circonscription)
Pour la tribu, voir Takitumu.
Inscrits : - (2006)
Takitumu est une ancienne circonscription électorale des îles Cook située sur l'île de Rarotonga. Ses frontières correspondaient à celles de la tribu (vaka) éponyme de Takitumu. La circonscription avait 3 sièges à l'Assemblée législative des îles Cook. En d'autres termes chaque électeur avait la possibilité de voter pour 23 des candidats en lice. 
Le nouveau découpage électoral de 1981 subdivisa Takitumu en trois nouvelles circonscriptions, Matavera, Ngatangiia et Titikaveka en s'appuyant cette fois-ci sur les districts traditionnels.